# 카롤린 뒤세
카롤린 뒤세(Caroline Ducey, 1977년 3월 2일 ~ )는 프랑스의 배우이다.